# Zé Maria (football, 1973)
Pour les articles homonymes, voir Zé Maria.
José Marcelo Ferreira dit Zé Maria est un joueur de football, né le 25 juillet 1973 à Oeiras est un ancien footballeur brésilien, reconverti en entraîneur.
Il évoluait au poste de défenseur droit.

## Carrière

### Carrière de joueur
- 1991-1992 : Portuguesa de Desportos  Brésil
- 1993-1993 : CS Sergipe  Brésil
- 1993-1994 : AA Ponte Preta  Brésil
- 1994-1995 : Portuguesa de Desportos  Brésil
- 1995-1996 : CR Flamengo  Brésil
- 1996-1998 : Parme AC  Italie
- 1998-1999 : AC Pérouse  Italie
- 1999 : SE Palmeiras  Brésil
- 1999-2000 : CR Vasco da Gama  Brésil
- 2000 : Cruzeiro EC  Brésil
- 2000-2004 : AC Pérouse  Italie
- 2004-2006 : Inter Milan  Italie
- 2006-2007 : Levante UD  Espagne
- 2007-2008 : Portuguesa de Desportos  Brésil

### Carrière d'entraîneur
- 2010 : AC Città di Castello 1919  Italie
- Juin-Oct. 2010 : FC Catanzaro  Italie
- 2015 : Ceahlăul Piatra Neamț  Roumanie
- 9 mars 2016 au 5 juillet 2017 : Gor Mahia  Kenya
- 2017-2018 : KF Tirana  Albanie
- 2019 : Portuguesa de Desportos  Brésil

## Palmarès
- Titres par équipe :
  - Championnat de l'État du Sergipe : 1993
  - Championnat de l'État de Rio de Janeiro : 1996
  - Tournoi Pré-Olympique : 1996
  - Copa América avec Seleção en 1997
  - Coupe des confédérations avec la Seleção en 1997
  - Tournoi Rio - São Paulo: 1999
  - Coupe d'Italie de football : 2005, 2006
  - Supercoupe d'Italie : 2005
  - Vainqueur de la Serie A : 2006
- Titres personnels :
  - « Ballon d'argent brésilien » en 1995 (par la revue Placar).
  - 46 matchs et 2 buts en Seleção